# Żnin (stacja kolejowa)
Żnin – stacja kolejowa w Żninie, w województwie kujawsko-pomorskim, w Polsce. Została otwarta w dniu 1 czerwca 1889 roku razem z linią z Inowrocławia do Wągrowca. W dniu 1 października 1905 roku otwarto kolejne połączenie: do Bydgoszczy przez Szubin.
Ruch pasażerski na linii do Szubina został zawieszony w 1990 roku, a linię rozebrano w lipcu 1993 roku. Ruch pasażerski do Damasławka zawieszono w 1996 roku, a do Inowrocławia w kwietniu 2004 roku. Od lipca 2011 roku linia do Inowrocławia jest nieprzejezdna z powodu osunięcia skarpy. Linię do Damasławka rozebrano w lutym 2016. Obecnie (2020) wjazd pociągiem do Żnina jest niemożliwy.